# Indonesia en los Juegos Olímpicos de México 1968
Indonesia estuvo representada en los Juegos Olímpicos de México 1968 por seis deportistas masculinos que compitieron en dos deportes.
El equipo olímpico indonesio no obtuvo ninguna medalla en estos Juegos.